# Uzi (deutscher Rapper)
Uzi (* 7. August 1985 in Toruń, Polen; eigentlich Tomasz Michaelis) ist ein deutsch-polnischer Rapper. Er ist Mitgründer und Eigentümer der Plattenfirma Hirntot Records, die sich auf harten Rap im Stile des Horrorcore, von den Künstlern selbst als Psychokore bezeichnet, spezialisiert hat.

## Leben
Er wurde 1985 in Toruń geboren und wohnt im Berliner Stadtteil Tempelhof. Er besuchte das Eckener-Gymnasium und studierte an der FU Berlin Informatik. Im Sommer 2015 schloss er das Studium erfolgreich ab.
Uzi war im Jahre 2002 zusammen mit Big O.D. und Sady K beim Label „D.C. Records“ aktiv. Sein erstes eigenes Label „Blutbad Records“ gründete er 2003 zusammen mit BMOne. Da das Label nur kurzzeitig existierte, gab es keine Veröffentlichungen. Im Jahre 2004 gründete er das Label „Bloodsport Records“ zusammen mit R. Streller, Pseudonym MC Ron, heute Murda Ron. Das Label ist auch heute noch aktiv und wird von Streller alleine weiter geführt. Dort erschien auch sein erstes Soloalbum, die CD-R Amoklauf, damals noch unter dem Künstlernamen Uzi One.
2005 gründete Uzi zusammen mit Blokkmonsta das Label Hirntot Records und verließ daraufhin Bloodsport Records. Unter anderem veröffentlichten die beiden die EP 1. Mai EP: Steinschlag sowie zusammen mit dem Rapper Schwartz den kostenlosen Download-Song Fick die BPJM, der zu einer Anzeige der Bundesprüfstelle für jugendgefährdende Medien (BPjM) führte. Deswegen sowie wegen des Tracks Meine AK kam es 2007 zu Hausdurchsuchungen bei den drei verantwortlichen Rappern. Bei der Durchsuchung von Uzis Räumlichkeiten wurden u. a. ein Rechner, eine externe Festplatte, sowie einige Hirntot-CDs und selbstgebrannte Rohlinge beschlagnahmt. Blokkmonsta und Uzi wurden wegen Volksverhetzung, Gewaltdarstellung, Beleidigung, Bedrohung, Störung des öffentlichen Friedens und öffentlicher Aufforderung zu Straftaten gerichtlich verurteilt. Resultat waren Sozialstunden, ein Anti-Aggressions-Kurs, sowie eine zweijährige Bewährungsstrafe.
Wegen des Schuldspruchs sowie privater Angelegenheiten zog sich Uzi zunächst etwas zurück.
Uzi hat bisher erst zwei Alben alleine veröffentlicht. Amoklauf erschien 2005 in zweiter Auflage auf Hirntot Records und wurde im April 2010 von der BPjM indiziert und am 21. September 2010 auf Beschluss des Amtsgerichts Berlin-Tiergarten bundesweit beschlagnahmt. 2015 kam nach 10 Jahren sein zweites Soloalbum Aus der Anstalt. Zahlreiche Veröffentlichungen entstanden in Zusammenarbeit mit anderen Künstlern. Er ist außerdem auf verschiedenen Alben aus dem Hirntot-Umfeld sowie den Berlinern Underground-Rappern Frauenarzt und Manny Marc vertreten. Zusammen mit Blokkmonsta veröffentlichte er 2020 das Collabo-Album Irreversibel, mit dem er erstmals in die deutschen Charts kam.

## Diskografie
- 2005: Amoklauf (als Uzi One, Bloodsport Records, CD-R, Neuauflage als CD auf Hirntot Records, bundesweit beschlagnahmt)
- 2005: Schlachthaus (als Uzi One zusammen mit MC Ron, Bloodsport Records, CD-R)
- 2005: Hirntot (mit Blokkmonsta, Hirntot Records, indiziert)
- 2005: Süßes, sonst Stich (zusammen mit Blokkmonsta und Pervers, EP, Hirntot Records, bundesweit beschlagnahmt)
- 2005: In drei Teufels Namen (zusammen mit Blokkmonsta und SDBY, Hirntot Records, bundesweit beschlagnahmt)
- 2006: 1. Mai EP: Steinschlag (zusammen mit Blokkmonsta, EP, Hirntot Records, indiziert und beschlagnahmt)
- 2006: Lass die Waffen sprechen (zusammen mit Blokkmonsta, Hirntot Records, bundesweit beschlagnahmt)
- 2006: Hirntot: Nachgeladen (zusammen mit Blokkmonsta, bundesweit beschlagnahmt)
- 2007: Schlachthof (zusammen mit Blokkmonsta, Hirntot Records, bundesweit beschlagnahmt)
- 2007: In Drei Teufels Namen 2 (2CD, zusammen mit Blokkmonsta und SDBY, Hirntot Records, bundesweit beschlagnahmt)
- 2008: Im Fadenkreuz (zusammen mit Schwartz und Blokkmonsta, Hirntot Records)
- 2009: Krieg & Frieden: Krieg (zusammen mit Blokkmonsta, Hirntot Records)
- 2011: Gehirnwäsche (zusammen mit Ghettobitch, EP, Bitch-Core-Recordz)
- 2011: Stunde Null (zusammen mit Big OD, CD-R, 42° Musik)
- 2011: Kinder des Zorns (zusammen mit Rako, CD-R, EP, Para Bellum Musik)
- 2012: Fehler im System (zusammen mit Perverz, Hirntot Records)
- 2015: Aus der Anstalt (2. Soloalbum, Hirntot Records)
- 2020: Irreversibel (zusammen mit Blokkmonsta, Hirntot Records)
- 2022: Kult (zusammen mit Blokkmonsta & Perverz. Hirntot Records)
- 2022: Uzi (Bonus-EP zum ‚Kult‘-Album, enthalten in der ‚Uzi Box‘. Hirntot Records)